# Music from Siesta
Music from Siesta è un album pubblicato nel 1987 da Miles Davis e Marcus Miller. Si tratta della colonna sonora del film Siesta, diretto da Mary Lambert e uscito nello stesso anno.

## Tracce
Musiche di Marcus Miller, tranne Theme For Augustine, composta con Miles Davis.
1. Lost in Madrid, Part 1 (feat. Miles Davis) – 1:48
2. Siesta / Kitt's Kiss / Lost in Madrid, Part 2 (feat. Miles Davis, John Scofield, Omar Hakim) – 6:54
3. Theme for Augustine / Wind / Seduction / Kiss – 6:33 (musica: Miles Davis)
4. Submission – 2:32
5. Lost in Madrid, Part 3 – 0:49
6. Conchita / Lament – 6:43
7. Lost in Madrid, Part 4 / Rat Dance / The Call – 1:41
8. Claire / Lost in Madrid, Part 5 (feat. Earl Klugh) – 4:33
9. Afterglow – 1:41
10. Los Feliz (feat. James Walker) – 4:35

## Formazione
- Miles Davis - tromba
- Marcus Miller - basso, basso fretless, clarinetto basso
- John Scofield - chitarra acustica in "Siesta"
- Omar Hakim - batteria in "Siesta"
- Earl Klugh - chitarra classica in "Claire"
- James Walker - flauto in "Los Feliz"
- Jason Miles - programmazione sintetizzatore